# Швадорф (Нижняя Австрия)
Швадорф (нем. Schwadorf (Niederösterreich)) — ярмарочная коммуна (нем. Marktgemeinde) в Австрии, в федеральной земле Нижняя Австрия.
Входит в состав округа Вена. Население составляет 1860 человек (на 31 декабря 2005 года). Занимает площадь 11,37 км². Официальный код — 32418.

## Политическая ситуация
Бургомистр коммуны — Рихард Геберт (СДПА) по результатам выборов 2005 года.
Совет представителей коммуны (нем. Gemeinderat) состоит из 19 мест.
- СДПА занимает 15 мест.
- АНП занимает 4 места.